# Violet Wegner
Violet Emily Wegner (Londres, 2 de fevereiro de 1887 – Monte Carlo, 17 de outubro de 1960), também conhecida como Princesa Ljubica de Montenegro ou Condessa Brunetta d'Usseaux, foi uma atriz e cantora britânica que fazia sucesso nos music halls no início do século XX e ficou conhecida como o "Ídolo de Berlim". Em virtude de seu segundo casamento com o príncipe Pedro de Montenegro ela foi membro da família real montenegrina.

## Biografia
Ela era filha de um detetive do Departamento de Extradição da Scotland Yard, William Theodore Wegner (nascido em 1857 em São Petersburgo, no Império Russo), e de sua esposa, Arabella Eliza Darby (1859-1939), que morava no distrito de Tulse Hill, no sul de Londres.
Em 1912, Violet se casou com seu primeiro marido, o Conde Sergio Francesco Enrico Maria Brunetta d'Usseaux (nascido em 3 de março de 1885, Turim, Itália), em Londres. Os pais de Sergio eram o Conde Eugenio Brunetta d'Usseaux e sua esposa, Ekaterina Alexandrovna Zeyffart (1859-1897), uma rica nobre russa de ascendência alemã e ucraniana. Eugenio foi secretário-geral do Comitê Olímpico que administrou os Jogos Olímpicos de Verão de 1908. Ele morreu em 1919 em circunstâncias misteriosas. O destino de Serge também é desconhecido, embora seja sugerido que ele pode ter tentado pesquisar as circunstâncias da morte de seu pai após a Revolução de Outubro.
Violet teve algum sucesso como artista de music hall e foi vista em muitas produções pela Inglaterra e pelo continente europeu. Enquanto viajava pela Itália em 1918, Violet conheceu e iniciou um relacionamento com o príncipe Pedro de Montenegro, o filho mais novo do rei Nicolau I de Montenegro. Violet se casou com Pedro em Paris em abril de 1924. Após seu casamento, Violet se converteu à fé ortodoxa e se tornou a princesa Ljubica de Montenegro e, portanto, cunhada da rainha Helena da Itália, bem como de uma série de outros príncipes e reis europeus por meio dos irmãos de seu marido.
Ljubica e Pedro continuaram a viver no continente, particularmente em Monte Carlo, onde eram visitantes regulares do Casino. Uma vez casada, Ljubica desistiu da sua carreira de atriz, mas não se esqueceu da sua antiga profissão e daqueles que "pisavam nas tábuas"; a única coroa de flores a ser enviada por um membro de qualquer família real para o funeral da célebre Lillie Langtry em Jersey, a 23 de fevereiro de 1929, foi dela.  Ljubica morreu em 1960 em Monte Carlo, aos 73 anos.